# Liberty (Comtat d'Allegheny)
Liberty és una població dels Estats Units a l'estat de Pennsilvània. Segons el cens del 2000 tenia 2.670 habitants.

## Demografia
Segons el cens del 2000, Liberty tenia 2.670 habitants, 1.125 habitatges, i 768 famílies. La densitat de població era de 715,9 habitants/km².
Dels 1.125 habitatges en un 27% hi vivien nens de menys de 18 anys, en un 53,2% hi vivien parelles casades, en un 12,1% dones solteres, i en un 31,7% no eren unitats familiars. En el 28,5% dels habitatges hi vivien persones soles el 16,1% de les quals corresponia a persones de 65 anys o més que vivien soles. El nombre mitjà de persones vivint en cada habitatge era de 2,35 i el nombre mitjà de persones que vivien en cada família era de 2,89.
Per edats la població es repartia de la següent manera: un 20,1% tenia menys de 18 anys, un 6,7% entre 18 i 24, un 26,6% entre 25 i 44, un 25,3% de 45 a 60 i un 21,2% 65 anys o més.
L'edat mediana era de 43 anys. Per cada 100 dones de 18 o més anys hi havia 84,3 homes.
La renda mediana per habitatge era de 35.264 $ i la renda mediana per família de 42.857 $. Els homes tenien una renda mediana de 35.685 $ mentre que les dones 22.304 $. La renda per capita de la població era de 19.491 $. Entorn del 5,6% de les famílies i el 7,6% de la població estaven per davall del llindar de pobresa.

## Poblacions properes
El següent diagrama mostra les poblacions més properes.